# カザフスタンの文化

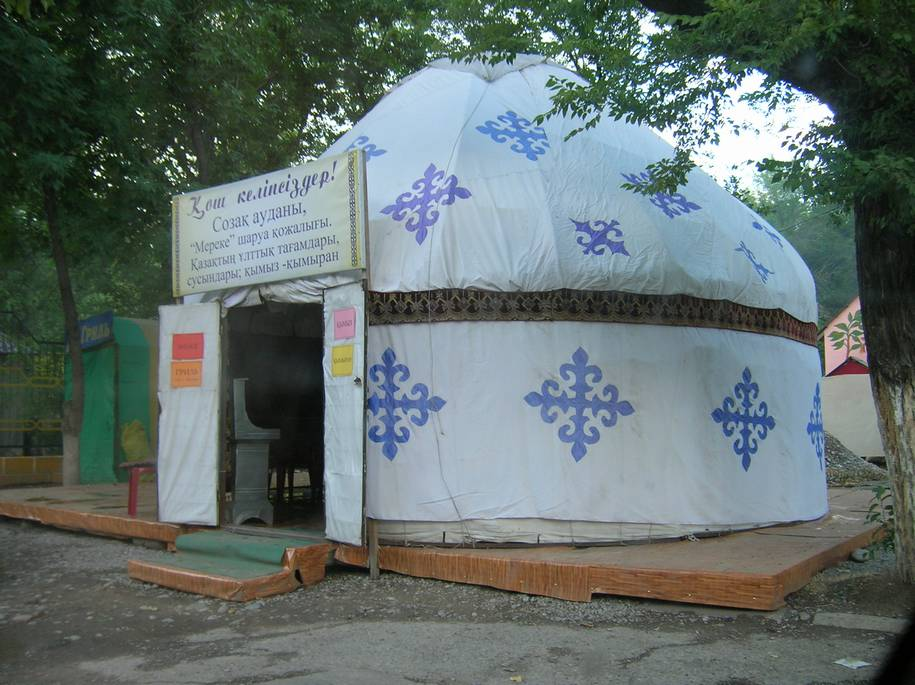
カザフスタンのユルト

カザフスタンの文化（カザフスタンのぶんか）は彼らの遊牧民経済に即した文化となっている。イスラム教は7世紀から12世紀にかけてカザフスタンに伝わった。羊肉の他にも、カザフスタンの文化を代表する様々なシンボルとなる伝統料理が存在する。カザフスタンの文化はテュルク人の遊牧民生活様式に大きく影響を受けている。 
伝統的なカザフスタンの生活様式では畜産が主な産業であるため、多くの行動様式、習慣が家畜と何らかの意味で関係するものとなっている。伝統的な呪術や祈りは動物の病気を祓い生産力向上を願うためのものであり、遊牧生活を営むカザフ人の間では挨拶する際にまず相手の家畜の健康について訪ね、そののちに相手について訪ねるという習慣がある。
カザフスタンの伝統的な住まいはユルトという、しなやかな梁を巡らせその周りにヒツジの毛皮などで作るフェルトをかぶせてテントのような形にした移動式住居である。ユルトの頂上部には穴が開いており、ユルトの中心部にあるかまどから出る煙を逃がす構造になっている。入口を開閉させて幅を変化させることにより、内部温度を調節することが可能であり、夏は涼しく、冬は温かい中で過ごすことができる。また、ユルトは折りたたみが可能であり、約1時間で組立、分解が可能である。ユルトの中央奥は儀式用のスペースとなっており、儀式用スペースから見て右側が男性の、左側が女性用のスペースとなっている。ユルトの形状は、遊牧生活を送らなくなったカザフ人の間でも、レストランや公共施設のモチーフとしてしばしば使用される。

## 現代の影響

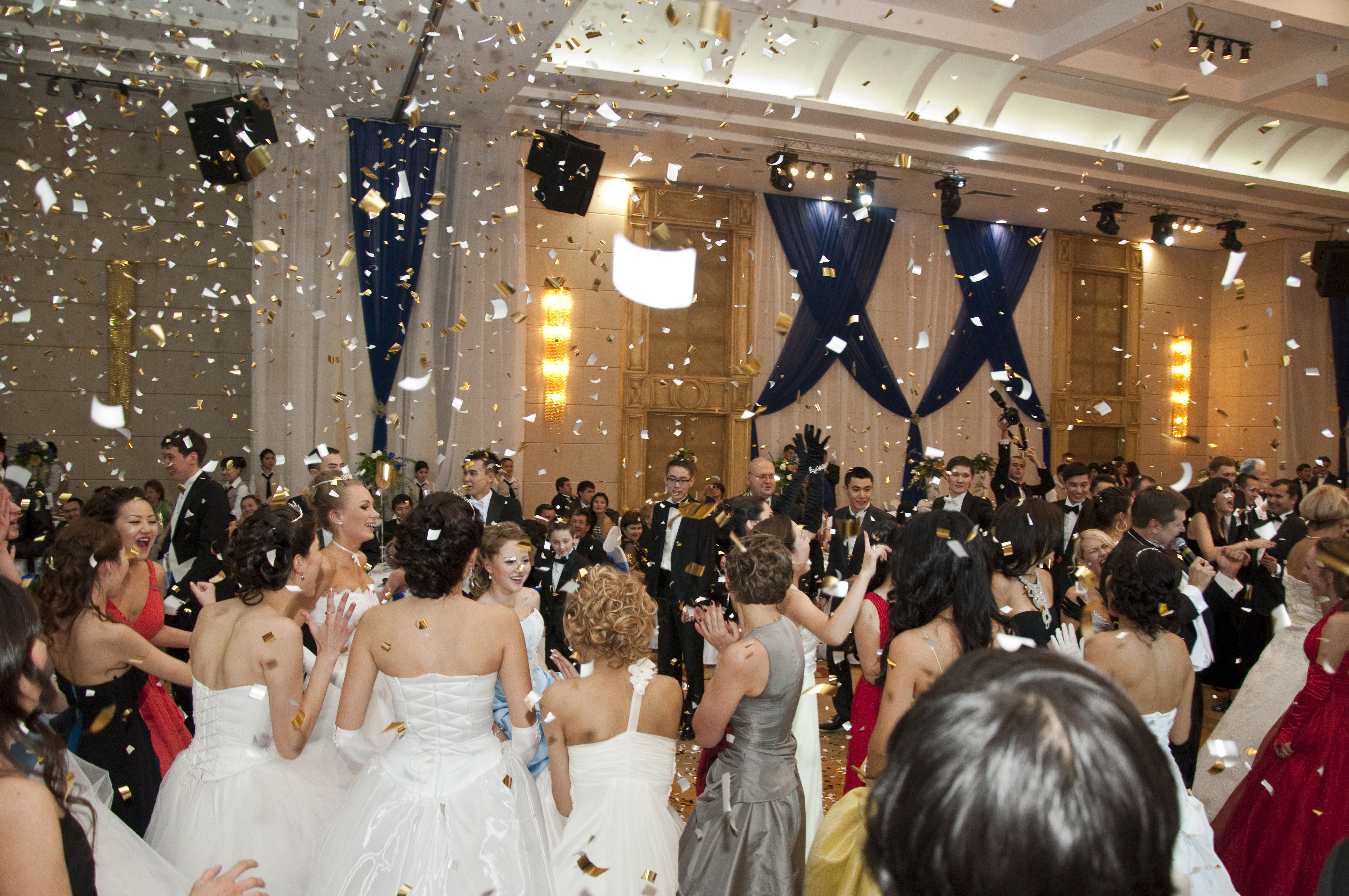
カザフスタンの慈善舞踏会

今日のカザフスタンはソビエト連邦統治下で繁栄した文化の影響を受けている。現代カザフ人の生活様式は伝統的な遊牧民生活様式に西洋社会やロシア、中国などといった外国の生活様式が混ざり合った物となっている。

## スポーツ

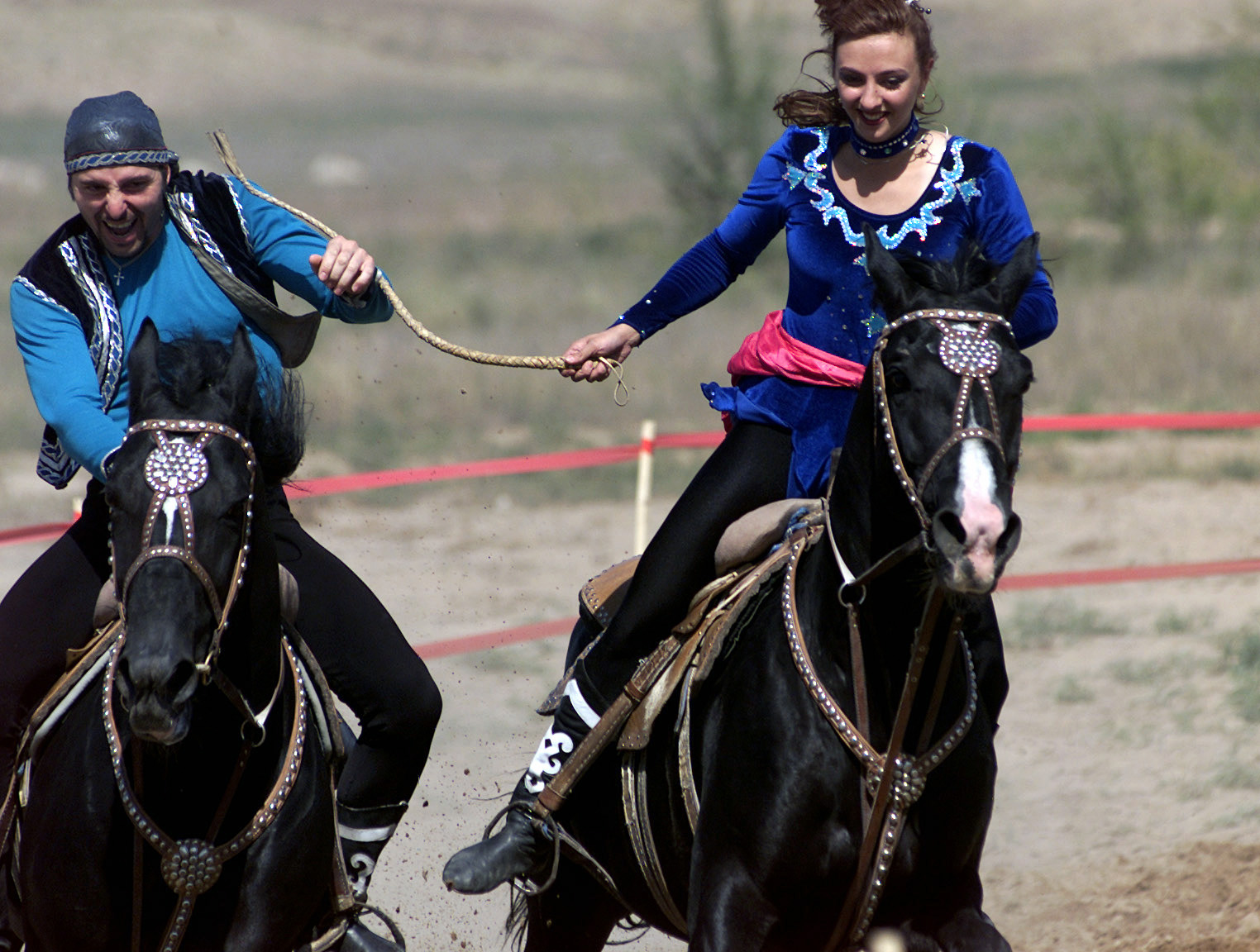
伝統衣装を着て行うキスゲーム、キズ・クー (女追い) は馬に乗って行うカザフスタンの伝統的な馬術競技の一つである。

カザフスタンではスポーツや体育、課外活動といった活動が熱心に取り組まれている。カザフスタンはオリンピックのレスリングやアイスホッケー、ボクシングといった競技で優秀な成績を収める選手を数多く輩出している。カザフスタンは2004年のアテネオリンピックにおいて8つのメダルを獲得した。これは中央アジア、西アジアを通して最多である。
カザフスタンで最も人気のあるスポーツはサッカーである。カザフスタンサッカー連盟 (FFK) が国内のサッカーを統括している団体である。FFKはサッカーカザフスタン代表やサッカーカザフスタン女子代表、フットサルカザフスタン代表などのナショナルチームを結成している。カザフ・プレミアリーグが国内最高峰のサッカーリーグである。
カザフスタンからは多くのプロロードレース選手がヨーロッパの自転車競技大会に参加している。最も有名な選手はアレクサンドル・ヴィノクロフであり、彼はパリ〜ニースの2大会で好成績を挙げ、2003年のツール・ド・フランスとアムステルゴールドレースでは3位に入った。ヴィノクロフはカザフスタンの企業がスポンサーとなったアスタナ・チームのエースとして活躍している。このチームはUCIプロチームに参加しており、ツール・ド・フランスを含む主要国際大会に参戦している。
ラグビーもまたカザフスタンで人気のあるスポーツであり、10,000人以上のファンがラグビーカザフスタン代表の試合へ観戦に訪れる。近年、ラグビースリランカ代表やラグビーアラビアンガルフ代表に勝利し、念願のラグビー・ワールドカップ出場に向け実力をつけている。

## 料理

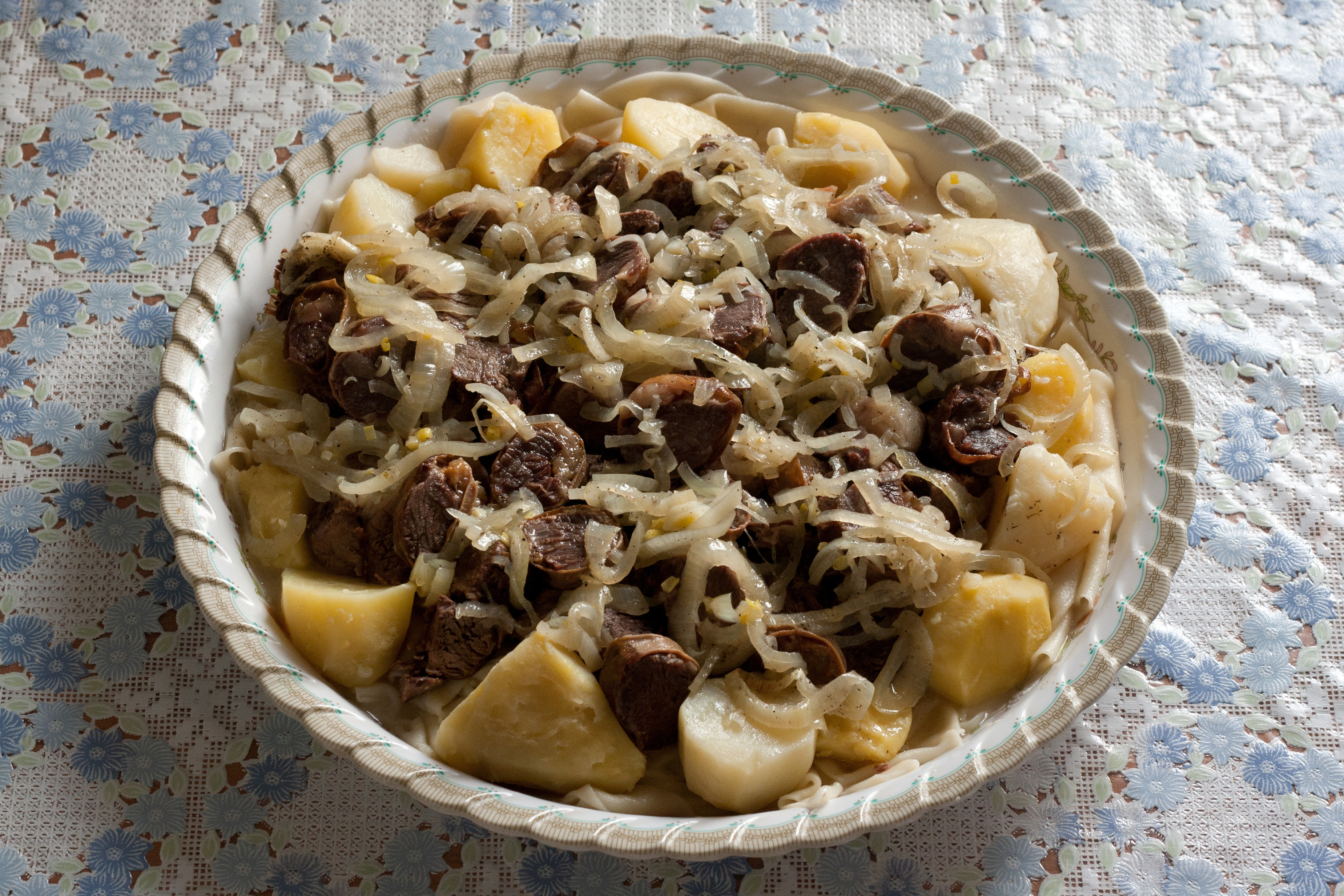
伝統的なカザフ料理、ベシュバルマク

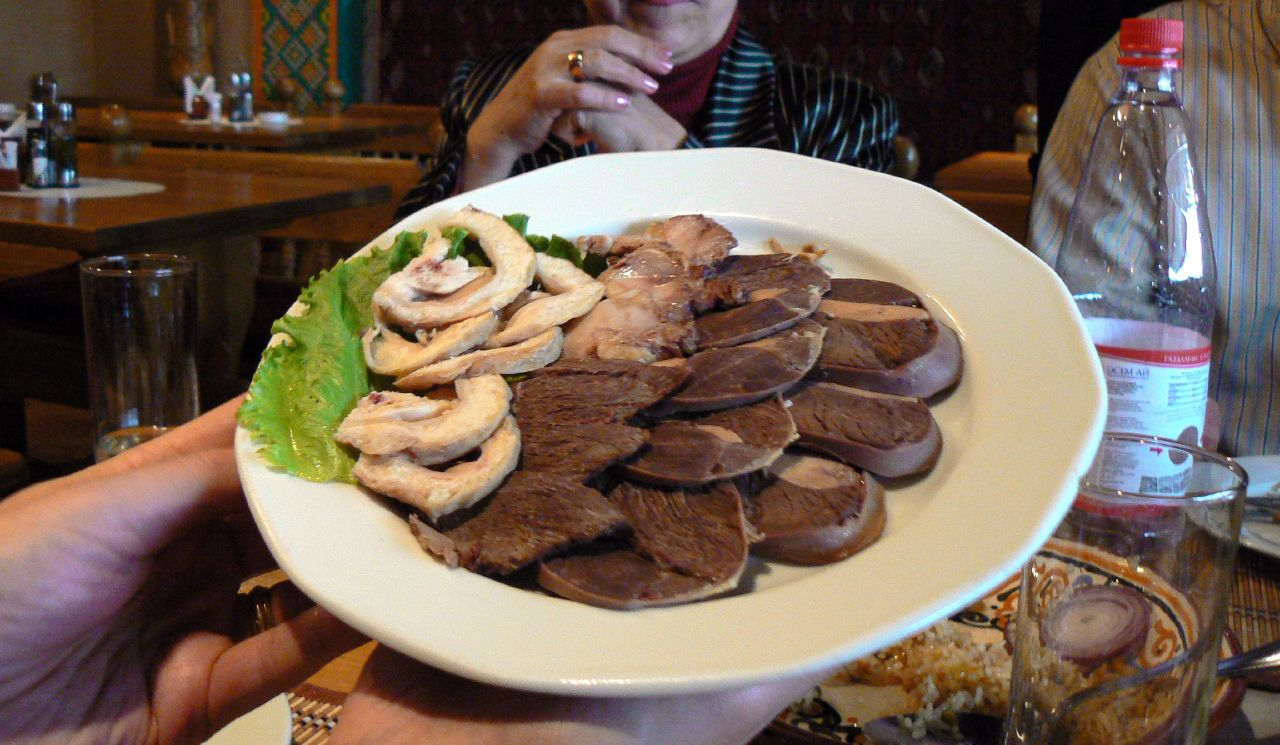
伝統的なカザフ料理では馬肉が前菜として出される。

伝統的なカザフスタン料理は羊肉や馬肉を用いた料理が多く、他にも様々な乳製品が用いられる。数百年間を通して、カザフ人はヒツジやフタコブラクダ、馬の放牧で生計を立てており、交通手段や衣服、食材などの輸送も主にこれらの動物に依存していた。したがってカザフ人の料理技術や食材もまた彼らの遊牧民生活に大きな影響を受けたものとなっている。例えば、ほぼすべてのカザフ人の料理技術は食料の長期保存を意図した技術となっている。干し肉や塩漬けなどの方法に関しては様々な方法があり、遊牧民生活に適した発酵乳の製造方法などもある。
ベシュバルマクは茹でた馬肉もしくは羊肉からなる料理で、カザフ料理では最も人気のある料理である。ベシュバルマクは通常ゆでた麺とともにソルパと呼ばれる肉を煮込んで採ったスープをかけて出され、ケセと呼ばれる茶碗に似た形状のボウルに入れて供される。その他の人気のあるカザフ料理としては、カズィ（Kazy, 高級な馬の腸詰）、シュジュク（馬の腸詰）、クイルダク（カザフ語: куырдак、馬肉とヒツジや牛の腎臓、心臓、肝臓などのもつ、細かく刻んだ玉ねぎやピーマンを入れて煮込んだ料理）等があるほか、ジャール（Zhal、馬の首から取れるラードをスモークしたもの）やジャーヤ（Zhaya、馬の臀部や後肢部分の肉を塩漬けもしくはスモークしたもの）等、様々な馬肉料理がある。パラウはカザフスタンで最も一般的な米料理であり、野菜や肉を米とともに炒めた後に炊いた料理である。カザフスタンでよく飲まれている飲み物としてはクミス（馬の乳を発酵させて造る酒）や茶等がある。

## 言語
カザフスタンで主に話されている言語はカザフ語である。カザフ語はノガイ語やカラカルパク語と極めて親しい関係にある。ロシア語は第二公用語として設定され、教授言語に主に使われている。国内で話されている他の言語としては、ウズベク語、キルギス語、ウイグル語、ドンガン語などがある。

## 映画
2005年、カザフスタン政府は4000万ドルを投資してノマドという映画を制作した。この映画プロジェクトは2003年に開始され、製作途中で様々な問題を抱えながらも2005年に完成した。
以降、「モンゴル」や「トゥルパン」、「ケリン」といったタイトルの映画が制作された。これら3本の映画はアカデミー賞の外国語映画部門にノミネートされた。「トゥルパン」は2008年に開催された第61回カンヌ国際映画祭のある視点部門で上映された。